# Епархия Сантиссима-Консейсан-ду-Арагуая
Епархия Сантиссима-Консейсан-ду-Арагуая (лат. Dioecesis Sanctissimae Conceptionis de Araguaya) — епархия Римско-Католической церкви с центром в городе Консейсан-ду-Арагуая, Бразилия. Епархия Сантиссима-Консейсан-ду-Арагуая входит в митрополию Белен-до-Пара. Кафедральным собором епархии Сантиссима-Консейсан-ду-Арагуая является церковь Непорочного Зачатия Пресвятой Девы Марии.

## История
18 июля 1911 года Святой Престол учредил территориальную прелатуру Сантиссима-Консейсан-ду-Арагуая, выделив её из архиепархии Белен-до-Пара.
20 декабря 1962 года кафедра территориальной прелатуры была переведена в город Мараба и территориальная прелатура Сантиссима-Консейсан-ду-Арагуая была переименована в территориальную прелатуру Марабы (сегодня — Епархия Марабы).
27 марта 1976 года Римский папа Павел VI издал буллу Ne diutius, которой восстановил территориальную прелатуру Сантиссима-Консейсан-ду-Арагуая.
16 октября 1979 года Римский папа Иоанн Павел II издал буллу Cum Praelaturae, которой преобразовал территориальную прелатуру Сантиссима-Консейсан-ду-Арагуая в епархию.

## Ординарии епархии
- епископ Estêvão Cardoso de Avellar (27.03.1976 — 20.03.1978) — назначен епископом Уберландии;
- епископ Patrício José Hanrahan (29.01.1979 — 25.05.1993);
- епископ Pedro José Conti (27.12.1995 — 29.12.2004) — назначен епископом Макапы;
- епископ Dominique Marie Jean Denis You (8.02.2006 — по настоящее время).

## Источник
- Annuario Pontificio, Libreria Editrice Vaticana, Città del Vaticano, 2003, ISBN 88-209-7422-3
- Булла Cum praelaturae  (лат.)